# Art Carney
Arthur (Art) William Matthew Carney (Mount Vernon, 4 november 1918 - Westbrook (Connecticut), 9 november 2003) was een Amerikaanse televisie-, film-, hoorspel- en toneelacteur. In 1975 won hij een Academy Award voor Beste Acteur voor de film Harry and Tonto.

## Biografie
Met zijn rol als bovenbuurman Ed Norton in de komedieserie The Honeymooners maakte Carney zeer bekend in de VS. Het personage Ed Norton inspireerde Hanna-Barbera voor de tekenfilmpersonages Yogi Bear en Barney Rubble. Naast rollen in televisieseries was Carney ook vaak te zien op het witte doek en op het toneel. Op Broadway was hij te zien als Felix Unger in The Odd Couple. Hij werd genomineerd voor zeven Emmy's. Hij won er zes.
Tot de Tweede Wereldoorlog was Scott regelmatig te horen op de radio. In de oorlog zat Carney bij de infanterie. Hij nam deel aan de landing in Normandië. Hij raakte er gewond door een granaat, en hij liep daardoor de rest van zijn leven wat ongelukkig.
In 1974 won Carney een Academy Award voor Beste Acteur voor zijn rol als Harry Coombes (een bejaarde man die op pad gaat met zijn kat) in de film Harry en Tonto. In 1978 speelde hij in een spin-off van Star Wars, genaamd The Star Wars Holiday Special. Vervolgens speelde hij in de films W.W. and the Dixie Dancekings, The Late Show, House Calls, Movie Movie en Going in Style. Ook speelde hij in de film St. Helens de rol van Harry Truman. In de film wordt vertoond hoe Truman de eruptie van de St. Helens meemaakte. Aan het einde van zijn carrière was hij ook te zien in films als The Muppets Take Manhattan en Firestarter.
In de jaren 80 ging Carney met pensioen. Zijn laatste filmoptreden was in 1993. Hij had een cameo in Last Action Hero, een actiefilm met Arnold Schwarzenegger.
In november 2003 stierf Carney in zijn huis in Westbrook, slechts vijf dagen na zijn 85ste verjaardag. Hij ligt begraven op Riverside Cemetery in Old Saybrook (Middlesex County, Connecticut). Hij heeft een ster op de Walk of Fame in Hollywood, namelijk op Hollywood Boulevard 6627.

## Privé
Carney is drie keer getrouwd met twee vrouwen:
- Jean Myers (1940 - 1965 en 1980 - 2003 † )
- Barbara Isaac (21 december 1966 - 1977)

Met Myers heeft hij drie kinderen.